# Bartosz Smektała
Bartosz Smektała (ur. 22 sierpnia 1998 w Śremie) – polski żużlowiec.
Indywidualny Mistrz Świata Juniorów (2018) oraz dwukrotny wicemistrz (2017, 2019). Czterokrotny złoty medalista Drużynowych Mistrzostw Świata Juniorów (2016, 2017, 2018, 2019). Czterokrotny złoty medalista Drużynowych Mistrzostw Europy Juniorów (2015, 2016, 2017, 2021). Z Unią Leszno pięciokrotny złoty medalista Drużynowych Mistrzostw Polski (2015, 2017, 2018, 2019, 2020).

## Kariera
Karierę żużlową rozpoczął w Sparcie Śrem. Licencje żużlową uzyskał w 2013.. W rozgrywkach ligowych zadebiutował w sezonie 2014 w barwach Unii Leszno. W swoim pierwszym sezonie wystąpił w trzech meczach, a jego średnia biegowa wyniosła 0,778 pkt/bieg, a rok później zdobył swoje pierwsze drużynowe mistrzostwo Polski. Był rezerwowym reprezentacji Polski w finale DPŚ 2017. 15 lipca 2017 w Rybniku zdobywając 14 punktów (3,2,3,3,3) wywalczył tytuł młodzieżowego indywidualnego mistrza Polski. W tym samym roku pierwszy raz w karierze wykręcił śr. biegową wyższą niż 1,000 – ze średnią 1,803 był trzecim najlepszym zawodnikiem młodzieżowym Ekstraligi.
Zdobywając 56 punktów w trzech rundach został indywidualnym mistrzem świata juniorów 2018.
Po sezonie 2020 ogłosił odejście z Unii Leszno po siedmiu latach startów dla tej drużyny. 4 listopada 2020 r. został ogłoszony zawodnikiem Włókniarza Częstochowa na sezon 2021. W 2022 r. zwyciężył w 72. edycji Memoriału Alfreda Smoczyka oraz w 13. edycji turnieju o Koronę Bolesława Chrobrego – Pierwszego Króla Polski.

## Mistrzostwa świata

### Starty w Grand Prix (indywidualnych mistrzostwach świata na żużlu)

#### Punkty w poszczególnych zawodachGrand Prix
| Sezon 2017           |                      |                     |                         |                                |                                |                                 |                                 |                                |                       |                   |                          |         |         |         |         |         |         |         |         |         |         |        |        |        |        |        |        |        |        |        |        |        |        |
| GP Słowenii – Krško  | GP Polski – Warszawa | GP Łotwy – Dyneburg | GP Czech – Praga        | GP Danii – Horsens             | GP Wielkiej Brytanii – Cardiff | GP Szwecji – Målilla            | GP Polski – Gorzów Wielkopolski | GP Niemiec – Teterow           | GP Sztokholmu – Solna | GP Polski – Toruń | GP Australii – Melbourne | miejsce | miejsce | miejsce | miejsce | miejsce | miejsce | miejsce | miejsce | miejsce | miejsce | punkty | punkty | punkty | punkty | punkty | punkty | punkty | punkty | punkty | punkty |        |        |
| –                    | –                    | –                   | –                       | –                              | –                              | –                               | –                               | –                              | –                     | 0                 | –                        | 38      | 38      | 38      | 38      | 38      | 38      | 38      | 38      | 38      | 38      | 0      | 0      | 0      | 0      | 0      | 0      | 0      | 0      | 0      | 0      |        |        |
| Sezon 2018           |                      |                     |                         |                                |                                |                                 |                                 |                                |                       |                   |                          |         |         |         |         |         |         |         |         |         |         |        |        |        |        |        |        |        |        |        |        |        |        |
| GP Polski – Warszawa | GP Czech – Praga     | GP Danii – Horsens  | GP Szwecji – Hallstavik | GP Wielkiej Brytanii – Cardiff | GP Skandynawii – Målilla       | GP Polski – Gorzów Wielkopolski | GP Słowenii – Krško             | GP Niemiec – Teterow           | GP Polski – Toruń     | miejsce           | miejsce                  | miejsce | miejsce | miejsce | miejsce | miejsce | miejsce | miejsce | miejsce | miejsce | miejsce | punkty | punkty | punkty | punkty | punkty | punkty | punkty | punkty | punkty | punkty | punkty | punkty |
| 2                    | –                    | –                   | –                       | –                              | –                              | –                               | –                               | –                              | –                     | 25                | 25                       | 25      | 25      | 25      | 25      | 25      | 25      | 25      | 25      | 25      | 25      | 2      | 2      | 2      | 2      | 2      | 2      | 2      | 2      | 2      | 2      | 2      | 2      |
| Sezon 2019           |                      |                     |                         |                                |                                |                                 |                                 |                                |                       |                   |                          |         |         |         |         |         |         |         |         |         |         |        |        |        |        |        |        |        |        |        |        |        |        |
| GP Polski – Warszawa | GP Słowenii – Krško  | GP Czech – Praga    | GP Szwecji – Hallstavik | GP Polski – Wrocław            | GP Skandynawii – Målilla       | GP Niemiec – Teterow            | GP Danii – Vojens               | GP Wielkiej Brytanii – Cardiff | GP Polski – Toruń     | miejsce           | miejsce                  | miejsce | miejsce | miejsce | miejsce | miejsce | miejsce | miejsce | miejsce | miejsce | miejsce | punkty | punkty | punkty | punkty | punkty | punkty | punkty | punkty | punkty | punkty | punkty | punkty |
| 10                   | –                    | –                   | –                       | –                              | –                              | –                               | –                               | –                              | –                     | 18                | 18                       | 18      | 18      | 18      | 18      | 18      | 18      | 18      | 18      | 18      | 18      | 10     | 10     | 10     | 10     | 10     | 10     | 10     | 10     | 10     | 10     | 10     | 10     |

| Statystyki        | Statystyki |
| ----------------- | ---------- |
| Starty            | 3          |
| Zwycięstwa        | 0          |
| Miejsca na podium | 0          |
| Finalista         | 0          |
| Punkty            | 12         |

### Starty windywidualnych mistrzostwach świata juniorów
| Sezon 2016  |           |           |         |         |         |         |         |         |         |         |         |        |        |        |        |        |        |        |        |        |
| King's Lynn | Pardubice | Gdańsk    | miejsce | miejsce | miejsce | miejsce | miejsce | miejsce | miejsce | miejsce | miejsce | punkty | punkty | punkty | punkty | punkty | punkty | punkty | punkty | punkty |
| 7           | 6         | 3         | 13      | 13      | 13      | 13      | 13      | 13      | 13      | 13      | 13      | 16     | 16     | 16     | 16     | 16     | 16     | 16     | 16     | 16     |
| Sezon 2017  |           |           |         |         |         |         |         |         |         |         |         |        |        |        |        |        |        |        |        |        |
| Poznań      | Güstrow   | Pardubice | miejsce | miejsce | miejsce | miejsce | miejsce | miejsce | miejsce | miejsce | miejsce | punkty | punkty | punkty | punkty | punkty | punkty | punkty | punkty | punkty |
| 15          | 15        | 12        |         |         |         |         |         |         |         |         |         | 42     | 42     | 42     | 42     | 42     | 42     | 42     | 42     | 42     |
| Sezon 2018  |           |           |         |         |         |         |         |         |         |         |         |        |        |        |        |        |        |        |        |        |
| Dyneburg    | Leszno    | Pardubice | miejsce | miejsce | miejsce | miejsce | miejsce | miejsce | miejsce | miejsce | miejsce | punkty | punkty | punkty | punkty | punkty | punkty | punkty | punkty | punkty |
| 17          | 18        | 21        |         |         |         |         |         |         |         |         |         | 56     | 56     | 56     | 56     | 56     | 56     | 56     | 56     | 56     |
| Sezon 2019  |           |           |         |         |         |         |         |         |         |         |         |        |        |        |        |        |        |        |        |        |
| Lublin      | Güstrow   | Pardubice | miejsce | miejsce | miejsce | miejsce | miejsce | miejsce | miejsce | miejsce | miejsce | punkty | punkty | punkty | punkty | punkty | punkty | punkty | punkty | punkty |
| 13          | 15        | 17        |         |         |         |         |         |         |         |         |         | 45     | 45     | 45     | 45     | 45     | 45     | 45     | 45     | 45     |

| Statystyki        | Statystyki |
| ----------------- | ---------- |
| Starty            | 12         |
| Zwycięstwa        | 2          |
| Miejsca na podium | 7          |
| Finalista         | 9          |
| Punkty            | 161        |

## Mistrzostwa Polski

### Indywidualne mistrzostwa Polski
| Sezon | Dzień                          | Miejscowość              | Miejsce                   | Punkty                    | Biegi                                 | Klub                                      | Zwycięzca        |
| ----- | ------------------------------ | ------------------------ | ------------------------- | ------------------------- | ------------------------------------- | ----------------------------------------- | ---------------- |
| 2015  | 5 lipca                        | Gorzów Wielkopolski      | 15. miejsce w półfinale   | 15. miejsce w półfinale   | 15. miejsce w półfinale               | Fogo Unia Leszno                          | Maciej Janowski  |
| 2016  | 1 lipca                        | Leszno                   | 10. miejsce w półfinale   | 10. miejsce w półfinale   | 10. miejsce w półfinale               | Fogo Unia Leszno                          | Patryk Dudek     |
| 2017  | 2 lipca                        | Gorzów Wielkopolski      | 11. miejsce w półfinale   | 11. miejsce w półfinale   | 11. miejsce w półfinale               | Fogo Unia Leszno                          | Szymon Woźniak   |
| 2018  | 4 sierpnia                     | Leszno                   | 5.                        | 10+1                      | (1,3,3,0,3) +1                        | Fogo Unia Leszno                          | Piotr Pawlicki   |
| 2019  | 14 lipca                       | Leszno                   | 17.                       | 0                         | (0)                                   | Fogo Unia Leszno                          | Janusz Kołodziej |
| 2020  | 7 września                     | Leszno                   | 9.                        | 7                         | (1,2,2,1,1)                           | Fogo Unia Leszno                          | Maciej Janowski  |
| 2021  | 11 lipca                       | Leszno                   | 12. miejsce w półfinale   | 12. miejsce w półfinale   | 12. miejsce w półfinale               | Eltrox Włókniarz Częstochowa              | Bartosz Zmarzlik |
| 2022  | 9 lipca 15 sierpnia 5 września | Grudziądz Krosno Rzeszów | 6.                        | 8 5 11                    | (1,3,2,1,1) (0,0,3,1,1) (3,3,3,2,0,0) | Zielona-Energia.com Włókniarz Częstochowa | Bartosz Zmarzlik |
| 2023  | 8 czerwca 16 lipca 4 września  | Rzeszów Piła Łódź        | 6. miejsce w eliminacjach | 6. miejsce w eliminacjach | 6. miejsce w eliminacjach             | Fogo Unia Leszno                          | Bartosz Zmarzlik |
| 2024  | 6 lipca 27 lipca 10 sierpnia   | Łódź Bydgoszcz Lublin    | 10.                       | 6 7 6                     | (1,2,1,2,0) (t,1,2,2,2) (1,3,1,0,1)   | Fogo Unia Leszno                          | Maciej Janowski  |

### Drużynowe Mistrzostwa Polski
Źródło.
| Sezon | Liga       | Klub                                      | Miejsce | Mecze | Biegi | Punkty | Bonusy | Razem | Śr. bieg. | Zwycięzca ligi                                | Mistrz Polski            |
| ----- | ---------- | ----------------------------------------- | ------- | ----- | ----- | ------ | ------ | ----- | --------- | --------------------------------------------- | ------------------------ |
| 2014  | Ekstraliga | Fogo Unia Leszno                          | 2.      | 3     | 9     | 5      | 2      | 7     | 0,778     | Stal Gorzów Wielkopolski                      | Stal Gorzów Wielkopolski |
| 2015  | Ekstraliga | Fogo Unia Leszno                          | 1.      | 16    | 53    | 34     | 4      | 38    | 0,717     | –                                             | –                        |
| 2016  | Ekstraliga | Fogo Unia Leszno                          | 7.      | 14    | 46    | 39     | 7      | 46    | 1,000     | Stal Gorzów Wielkopolski                      | Stal Gorzów Wielkopolski |
| 2017  | Ekstraliga | Fogo Unia Leszno                          | 1.      | 18    | 66    | 112    | 7      | 119   | 1,803     | –                                             | –                        |
| 2018  | Ekstraliga | Fogo Unia Leszno                          | 1.      | 18    | 72    | 121    | 15     | 136   | 1,889     | –                                             | –                        |
| 2018  | II Liga    | Steiner Unia Kolejarz Rawicz              | 3.      | 3     | 15    | 31     | 1      | 32    | 2,133     | MDM Komputery TŻ Ostrovia Ostrów Wielkopolski | Fogo Unia Leszno         |
| 2019  | Ekstraliga | Fogo Unia Leszno                          | 1.      | 18    | 72    | 121    | 13     | 134   | 1,861     | –                                             | –                        |
| 2020  | Ekstraliga | Fogo Unia Leszno                          | 1.      | 18    | 80    | 137    | 12     | 149   | 1,863     | –                                             | –                        |
| 2020  | II Liga    | Metalika Recycling Kolejarz Rawicz        | 5.      | 3     | 14    | 40     | 1      | 41    | 2,929     | Wilki Krosno                                  | Fogo Unia Leszno         |
| 2021  | Ekstraliga | Eltrox Włókniarz Częstochowa              | 5.      | 14    | 67    | 92     | 8      | 100   | 1,493     | Betard Sparta Wrocław                         | Betard Sparta Wrocław    |
| 2022  | Ekstraliga | Zielona-Energia.com Włókniarz Częstochowa | 3.      | 20    | 97    | 134    | 24     | 158   | 1,629     | Motor Lublin                                  | Motor Lublin             |
| 2023  | Ekstraliga | Fogo Unia Leszno                          | 6.      | 16    | 81    | 125    | 9      | 134   | 1,654     | Platinum Motor Lublin                         | Platinum Motor Lublin    |
| 2024  | Ekstraliga | Fogo Unia Leszno                          | 8.      | 10    | 41    | 48     | 7      | 55    | 1,342     | Orlen Oil Motor Lublin                        | Orlen Oil Motor Lublin   |

Podsumowanie:
| Sezony | Mecze | Biegi | Pkt  | Bonusy | Razem | Średnia/bg | Średnia/mecz |
| ------ | ----- | ----- | ---- | ------ | ----- | ---------- | ------------ |
| 11     | 171   | 713   | 1039 | 110    | 1149  | 1,612      | 6,719        |